# Podnoszenie ciężarów na Letnich Igrzyskach Olimpijskich 1992 – waga półciężka mężczyzn
Rywalizacja w wadze do 90 kg mężczyzn w podnoszeniu ciężarów na Letnich Igrzyskach Olimpijskich 1992 odbyła się 1 sierpnia 1992 roku w hali Pabellón de la España Industrial. W rywalizacji wystartowało 23 zawodników z 19 krajów. Tytułu sprzed czterech lat nie obronił Anatolij Chrapaty z ZSRR, który tym razem nie startował. Nowym mistrzem olimpijskim został Kachi Kachiaszwili ze Wspólnoty Niepodległych Państw, srebrny medal wywalczył jego rodak - Siergiej Syrcow, a trzecie miejsce zajął Polak Sergiusz Wołczaniecki. 

## Wyniki
| Pozycja | Zawodnik              | Reprezentacja      | Waga  | Rwanie | Rwanie | Rwanie | Podrzut | Podrzut | Podrzut | Wynik |
| Pozycja | Zawodnik              | Reprezentacja      | Waga  | 1      | 2      | 3      | 1       | 2       | 3       | Wynik |
| ------- | --------------------- | ------------------ | ----- | ------ | ------ | ------ | ------- | ------- | ------- | ----- |
| 1. !    | Kachi Kachiaszwili    | WNP                | 89,25 | 170,0  | 175,0  | 177,5  | 220,0   | 225,0   | 235,0   | 412,5 |
| 2. !    | Siergiej Syrcow       | WNP                | 89,45 | 177,5  | 185,0  | 190,0  | 217,5   | 222,5   | 222,5   | 412,5 |
| 3. !    | Sergiusz Wołczaniecki | Polska             | 89,35 | 172,5  | 177,5  | 177,5  | 220,0   | 232,5   | 232,5   | 392,5 |
| 4       | Kim Byung-chan        | Korea Południowa   | 87,95 | 170,0  | 175,0  | 175,0  | 210,0   | 222,5   | 222,5   | 380,0 |
| 5       | Iwan Czakarow         | Bułgaria           | 89,25 | 170,0  | 170,0  | 175,0  | 207,5   | 212,5   | 212,5   | 377,5 |
| 6       | Emilio Lara           | Kuba               | 84,70 | 165,0  | 165,0  | 162,5  | 200,0   | 210,0   | 212,5   | 375,0 |
| 7       | Peter May             | Wielka Brytania    | 89,45 | 155,0  | 155,0  | 160,0  | 190,0   | 195,0   | 195,0   | 355,0 |
| 8       | Harvey Goodman        | Australia          | 89,40 | 152,5  | 157,5  | 157,5  | 192,5   | 197,5   | 197,5   | 350,0 |
| 9       | Cédric Plançon        | Francja            | 84,70 | 152,5  | 157,5  | 160,0  | 182,5   | 187,5   | 192,5   | 345,0 |
| 10      | István Dudás          | Węgry              | 89,90 | 152,5  | 157,5  | 157,5  | 180,0   | 187,5   | 187,5   | 345,0 |
| 11      | István Halász         | Węgry              | 87,65 | 152,5  | 152,5  | 155,0  | 190,0   | 197,5   | 197,5   | 342,5 |
| 12      | Yun Chol              | Korea Północna     | 89,25 | 150,0  | 150,0  | 155,0  | 190,0   | 190,0   | 200,0   | 340,0 |
| 13      | Brett Brian           | Stany Zjednoczone  | 89,00 | 145,0  | 150,0  | 155,0  | 187,5   | 192,5   | 192,5   | 337,5 |
| 14      | Yvan Darsigny         | Kanada             | 86,00 | 145,0  | 145,0  | 150,0  | 175,0   | 185,0   | 190,0   | 335,0 |
| 15      | Keijo Tahvanainen     | Finlandia          | 89,80 | 142,5  | 147,5  | 150,0  | 182,5   | 187,5   | 190,0   | 335,0 |
| 16      | Mahmoud Mahgoub       | Egipt              | 89,00 | 140,0  | 150,0  | 155,0  | 170,0   | 180,0   | 180,0   | 330,0 |
| 17      | Janne Kanerva         | Finlandia          | 88,55 | 142,5  | 147,5  | 150,0  | 180,0   | 180,0   | 185,0   | 327,5 |
| 18      | Keith Boxell          | Wielka Brytania    | 89,55 | 145,0  | 152,5  | 152,5  | 170,0   | 177,5   | 185,0   | 322,5 |
| 19      | Paul Enuki            | Papua-Nowa Gwinea  | 88,10 | 122,5  | 122,5  | 122,5  | 162,5   | 162,5   | 170,0   | 292,5 |
| 20      | Casiano Tejeda        | Boliwia            | 89,15 | 122,5  | 127,5  | 127,5  | 152,5   | 157,5   | 160,0   | 285,0 |
| 21      | Eric Brown            | Samoa Amerykańskie | 89,05 | 125,0  | 130,0  | 132,5  | 157,5   | 165,0   | 165,0   | 282,5 |
| -       | Hassan El-Kaissi      | Liban              | 89,30 | 152,5  | -      | -      | -       | -       | -       | DNF   |
| -       | Atallah Abdullah      | Irak               | 88,15 | 160,0  | 160,0  | -      | -       | -       | -       | DNF   |